# Vugizo
Vugizo är en kommun i Burundi. Den ligger i provinsen Makamba, i den södra delen av landet, 90 kilometer söder om Burundis största stad Bujumbura.